# 李翔 (天順進士)
李翔（1425年—？），字鵬遠，四川重慶府大足縣人，明朝政治人物。

## 生平
天順元年（1457年），登進士，授南京兵科給事中。憲宗即位數月，與王徽等上疏請奏遠離太監內臣。同年冬，又與王徽等彈劾中官牛玉，得罪貶為寧州判官。

## 家族
曾祖李必清，祖李仲仁，父李道弘，母凃氏。